# 拿騷的海倫
拿騷的海倫（德語：Helene von Nassau，1831年8月18日—1888年10月27日），瓦爾德克和皮爾蒙特親王妃，拿騷公爵威廉的女兒。

## 家庭
1853年，海倫與瓦爾德克和皮爾蒙特親王格奧爾格·維克多結婚，兩人共有1子6女：
1. 索菲（1854年—1869年），早逝
2. 保琳（英语：Princess Pauline of Waldeck and Pyrmont）（1855年—1925年），本特海姆-施泰因富特親王妃
3. 瑪麗（1857年—1882年），符騰堡國王威廉二世即位前的妻子
4. 埃瑪（1858年—1934年），荷蘭王后
5. 海倫（1861年—1922年），奧爾巴尼公爵夫人
6. 腓特烈（1865年—1946年），瓦爾德克和皮爾蒙特親王
7. 伊莉莎白（英语：Princess Elisabeth of Waldeck and Pyrmont）（1873年—1961年），埃爾巴赫-舍恩伯格親王妃